# Kuwig
Kuwig (ros. Кувиг) – wieś w Rosji, w Dagestanie, w rejonie chiwskim. W 2010 liczyła 99 mieszkańców, głównie Tabasaranów.